# Puerto de Nápoles
El Puerto de Nápoles (en italiano: Porto di Napoli; en napolitano: Puorto 'e Napule) es uno de los mayores puertos de Italia y uno de los puertos más grandes de la cuenca del mar Mediterráneo que tienen una capacidad de tráfico anual de unos 25 millones de toneladas de carga y 500.000 de TEU.
Por movimiento de pasajeros es el segundo en el mundo tras el de Hong Kong.
El puerto es también una importante fuente de empleo en el área que tiene más de 4.800 empleados que prestan servicios a más de 64.000 barcos cada año. 
Está situado en la zona centro-oriental de la ciudad, muy cerca de la Piazza del Municipio (parada del metro Municipio), cerca de la Piazza Garibaldi (terminales FS y metro) y alrededor de 5 km del aeropuerto de Nápoles.